# Steve Stevaert
Steve Robert Jos Stevaert (Rijkhoven, 12 april 1954 – Hasselt, 2 april 2015) was een Belgisch politicus van de SP en vervolgens de sp.a.

## Levensloop

### Jeugd en opleiding
Stevaert werd geboren in een christelijk gezin als zoon van een militair en een huisvrouw. Van 1969 tot 1975 doorliep hij het Hoger Rijksinstituut voor Toerisme, Hotelwezen en Voedingsbedrijven te Hasselt. Omstreeks 1972 ging hij aan de slag als zelfstandige cafébaas in de horeca. In 1975 startte hij in Hasselt het alternatieve café Roodhuis op en in 1982 richtte hij het café annex cultuurhuis Het Magazijn op. Tot 1987 exploiteerde hij zo'n vijftien (jongeren)cafés. Als een zaak goed draaide, liet hij ze door anderen uitbaten maar bleef er wel eigenaar van. Daarna stapte hij voltijds in de politiek.

### Provincieraadslid en gedeputeerde in Limburg
Na de gemeenteraadsverkiezingen van oktober 1982 werd hij politiek actief bij de toenmalige SP. Hij zou door de socialistische voorman Willy Claes binnengeloodst zijn in de lokale en later in de Limburgse politiek. Drie jaar later, in 1985, werd hij verkozen tot provincieraadslid van Limburg, een mandaat dat hij zou bekleden tot in 1995. In oktober 1988 werd Stevaert tevens gekozen als gemeenteraadslid van Hasselt, maar hij nam het mandaat niet op om begin 1989 gedeputeerde te worden van de provincie Limburg, bevoegd voor milieu, natuur, ruimtelijke ordening en jeugdzaken. In die functie, die hij uitoefende tot eind 1994, werd hij - onder meer - voorzitter van het Limburgs intercommunaal elektriciteitsbedrijf Interelectra. In deze hoedanigheid betrok hij deskundigen uit onder meer Greenpeace als consulenten bij zijn beleid en bouwde met diverse Limburgse projecten aan een rood-groen imago. Dit werd niet altijd gesmaakt door de toenmalige coalitiepartner CVP in de Limburgse deputatie en stuitte tevens op openlijke weerstand in eigen gelederen. Stevaert werd in die periode ook - samen met andere Limburgse socialisten - genoemd in een schandaal rond de Limburgse Reconversiemaatschappij (LRM), de provinciale investeringsmaatschappij van Limburg, die ontstond bij de sluitingen van de Limburgse mijnen. Er waren echter geen bewijzen en de zaak werd geseponeerd. Door de spanningen tussen de SP en CVP in het provinciale bestuur vormden de socialisten na de provinciale verkiezingen van 1991 een paarse coalitie met de liberale PVV en de Volksunie en werd de CVP voor het eerst sinds mensenheugenis naar de oppositie verwezen. Ook bij de lokale verkiezingen van 1994 nam Stevaert het voortouw voor de vorming van paarse coalities in Limburg.

### Burgemeester Hasselt
Na zijn verkiezingsoverwinning bij de gemeenteraadsverkiezingen van oktober 1994 werd hij - naast gemeenteraadslid - begin 1995 de eerste socialistische burgemeester van Hasselt. Bij zijn aantreden vormde hij een afspiegelingscollege - met uitzondering van het Vlaams Blok - en nam hij onmiddellijk maatregelen om de stadskas uit de rode cijfers te halen. Daarnaast maakte hij een punt van beter en gratis openbaar stadsvervoer om zo de verkeerscongestie in en rond het stadscentrum tegen te gaan en de aanleg van een derde ringweg rond Hasselt te voorkomen. Dit gratis-beleid werd door veel verkeersdeskundigen op gemengde gevoelens onthaald en er vielen termen als 'links populisme' in de politieke commentaar. Zijn bijnaam Steve Stunt had hij onder meer hieraan te danken, gekenmerkt door zijn handelsmerk gezellig socialisme. Bij de eerste rechtstreekse verkiezingen van 21 mei 1995 voor het Vlaams Parlement werd hij verkozen in de kieskring Hasselt-Tongeren-Maaseik.

### Vlaams minister
Hij bleef Vlaams Parlementslid tot eind september 1998. Na het ontslag van Louis Tobback in 1998 verving hij op 28 september 1998 Luc Van den Bossche als viceminister-president en Vlaams minister van Openbare Werken, Vervoer en Vlaams minister van Ruimtelijke ordening in de Vlaamse regering Van den Brande IV. In deze periode werd hij nationaal bekend door onder meer de afbraak van een aantal villa's waarbij tijdens de bouw of verbouwing herhaaldelijk zware bouwovertredingen waren begaan. Hiermee zette Stevaert een streep onder het gedoogbeleid dat in Ruimtelijke Ordeningszaken bestond in Vlaanderen. Bij de daarop volgende Vlaamse verkiezingen van 13 juni 1999 werd hij herkozen als Vlaams Parlementslid en werd hij in de Vlaamse regering Dewael I wederom aangesteld als viceminister-president en Vlaams minister van Mobiliteit, Openbare Werken. Daarnaast nam hij ook de bevoegdheid Energie.

### Partijvoorzitter sp.a
Op 18 maart 2003 trad hij terug als minister en volgde Patrick Janssens op als voorzitter van de sp.a. In deze hoedanigheid besteedde hij aandacht aan het vervrouwelijken en moderniseren van de partij. Na de Vlaamse verkiezingen van 13 juni 2004 werd hij opnieuw verkozen en zetelde als Vlaams Parlementslid tot eind mei 2005.

### Gouverneur van Limburg
In juni 2005 volgde hij Hilde Houben-Bertrand (CVP) op als gouverneur van de provincie Limburg. Hij was daarmee de vijftiende Limburgse gouverneur en de eerste van socialistische strekking. Caroline Gennez volgde hem op aan het hoofd van de sp.a tot aan de voorzittersverkiezing na de zomer. Naar eigen zeggen kwam het voortijdig terugtreden uit de nationale politiek er omdat hij geen overgangsfiguur voor de Limburgse provincie wilde installeren. In interviews werd ook discreet verwezen naar vermoeidheid en gezondheidsproblemen. In juni 2006 verklaarde Stevaert dat dreigende hartproblemen hem dwongen zich terug te trekken uit de actieve politiek. Kort daarvoor, op 28 januari 2006, huwde hij met Marleen Beys, met wie hij reeds dertig jaar samenwoonde. In zijn beleidsrede 2007 pleitte Stevaert voor een verregaande samenwerking van Belgisch Limburg met Nederlands Limburg, door hem West- en Oost-Limburg genoemd. In dit verband stelde hij: "Grenzen zijn littekens uit een ver verleden, zij verarmen het denken en remmen ontwikkelingen en vernieuwing af. Onze voorsprong schuilt in een schaalsprong. Laat ons in Limburg die horde nemen. Ook Nederlands Limburg is een sterk merk. Samen zijn we onklopbaar, we moeten ons in Europa profileren als één regio. Zo’n grote, Limburgse regio is een heel uitdagend Europees concept, we kunnen uitgroeien tot een Europese kwaliteitszone van de hoogste klasse." De gouverneur vroeg de betrokken overheden om de administratieve en bureaucratische obstakels uit de weg te ruimen zodat ze de samenwerking tussen burgers, bestuurders en ondernemers niet langer bemoeilijken. Van dit plan werd niets gerealiseerd. Verder bepleitte hij op economisch vlak de uitbouw van de Alberthaven langs het kanaal. Ondernemers spoorde hij aan om resoluut de weg in te slaan van het maatschappelijk verantwoord ondernemen (MVO). Hij bleef echter als gouverneur tegen de geplogenheden in nog politiek actief. Zo schopte hij in februari 2009 de sp.a nog een geweten door haar te verwijten te veel afstand genomen te hebben van de burger. Het kaviaarsocialisme van Gennez tegenover het meer linkse arbeidersgehalte van Erik De Bruyn bereikte hiermee een hoogtepunt. Bij de bekendmaking van de kieslijsten bleek Caroline Gennez het pleit gewonnen te hebben.
Stevaert was van 25 juni 2007 tot 28 november 2008 voorzitter van de bestuursraad van de verzekeringsmaatschappij Ethias. De 30.000 euro die aan het voorzittersmandaat vast hingen, schonk hij naar eigen zeggen weg aan een goed doel. Hij moest in 2008 echter afstand nemen van het voorzitterschap op een moment dat Ethias met een berg schulden zat: de totale boekwaarde van verzekeringspoot Ethias Leven was op 1 januari 2009 nog slechts 100 euro waard nadat er meer dan € 1,5 miljard ingepompt werd door de overheid. Op verkiezingszondag 7 juni 2009, vlak na het sluiten van de stembureaus, werd bij monde van zijn woordvoerder zijn ontslag als gouverneur bekendgemaakt. Hij zou geen politiek ambt nastreven maar eerder een functie in de sociaal-economische sector gaan opnemen. Zijn ontslag ging effectief in op 19 juni 2009. Eerste arrondissementscommissaris Herman Meers werd aangesteld als waarnemend gouverneur totdat de opvolging geregeld zou zijn. 

### Bestuurder intercommunales en privé-ondernemingen
In januari 2010 werd Steve Stevaert gekozen als voorzitter van de raad van bestuur van de Vlaamse netbeheerder Infrax. Hij bekleedde in de jaren 90 die functie in het Limburgse nutsbedrijf Interelectra, een van de zuivere intercommunales die Infrax stichtten in 2006. Op 14 januari 2011 werd Stevaert bestuursraadslid van Elia, de Belgische hoogspanningsnetbeheerder. Deze politieke benoeming kon gezien worden als een vertegenwoordiging van de publieke sector in de raad van beheer van Elia.
In het voorjaar van 2010 werd Stevaert door de bevriende aannemer Machiels aangezocht als voorzitter van de raad van toezicht van het Dinh Vu Industrial Zone project in de Vietnamese havenstad Hai Phong, een gebied van 1.200 hectare dat ontwikkeld werd door een internationaal consortium met de beursgenoteerde vennootschappen Ackermans & van Haaren en Groep CFE, investeringsmaatschappij SBI/BMI en de Hasseltse Groep Machiels. Het project begon in 1997 en is uitgegroeid tot het belangrijkste petrochemisch centrum in het noorden van Vietnam. Stevaert moest er onder meer over waken dat de haven geen hypotheek legt op de UNESCO-werelderfgoed-eilanden in de Ha Long Baai. De goede contacten die Steve Stevaert onderhield met het communistische regime op Cuba leidden begin januari 2011 tot plannen voor een popconcert op het eiland. De organisatie zou voor een groot deel voor rekening komen van partijgenoot en Vlaams Parlementslid Chokri Mahassine, tevens organisator van Pukkelpop en Rimpelrock. Dit bleef een vaag plan. In januari 2011 werd Stevaert benoemd tot voorzitter van de culinaire gids GaultMillau Benelux, hetgeen hij bleef tot aan zijn overlijden in 2015.
In april 2011 stapte hij om privéredenen op als lid van de raad van bestuur van de Limburgse afdeling van Infrax; hij bleef wel nationaal voorzitter. Begin december 2011 kondigde Stevaert zijn terugtrekking aan uit het publieke leven. Hij nam ook ontslag uit al zijn openbare mandaten, zoals bij Infrax. Bij Elia bleef hij wel actief, tot aan zijn overlijden in 2015. In juli 2013 werd hij aangesteld als voorzitter van EthiasCo, een nieuwe coöperatieve vennootschap die de bedoeling heeft het kapitaal van Ethias te versterken. Ook dit mandaat oefende hij uit tot aan zijn dood.

## Zelfmoord na seksschandaal
Medio 2011 diende Stevaert een klacht in tegen een Marokkaanse prostituee met wie hij een relatie had, deze zou hem afgeperst hebben met een seksvideo die opgenomen werd in het Conrad Hotel in Brussel. Stevaert zou haar herhaaldelijk zwijggeld hebben betaald. De zaak werd geseponeerd. Op 2 april 2015 raakte bekend dat Stevaert zich moest verantwoorden omtrent een verkrachtingszaak die zich vierenhalf jaar eerder zou hebben afgespeeld; de betrokken vrouw had begin 2013 een klacht tegen hem ingediend. Hij zou nog voor de zomer voor de rechtbank moeten verschijnen. Stevaert bleek later die dag vermist te zijn. Zijn jas en fiets werden aan het Albertkanaal aangetroffen. Enkele uren later werd hij met behulp van sonar in datzelfde kanaal dood teruggevonden. Aangenomen wordt dat hij zelf een einde aan zijn leven maakte. Na het nieuws over Stevaerts overlijden nam het aantal telefonische oproepen en bezoekers op de website van de Zelfmoordlijn tijdelijk sterk toe.

## Persoonlijke kenmerken en invloed
Stevaert was algemeen bekend om zijn oneliners, zijn haperend en bedachtzaam discours en zijn zangerig Limburgs accent. Hij werd door vele tegenstanders gezien als een handig strateeg. Zo was hij de liberale regeringspartner op fiscaal vlak te vlug af door in 2001 het initiatief te nemen tot het afschaffen van het Vlaamse kijk- en luistergeld en het afschaffen van de zogenaamde pestbelastingen te promoten.
In 2003 behaalde de sp.a, die inmiddels een kartel was aangegaan met het links-liberale Spirit, een verkiezingsoverwinning bij de federale parlementsverkiezingen. Bij de verkiezingen voor het Vlaams Parlement in 2004 kon Stevaert dit succes echter niet herhalen. Hij slaagde er ook in de Vlaamse groene partij en coalitiepartner Agalev in ademnood te krijgen met zijn herhaalde aanbod tot nauwe organisatorische samenwerking. Tijdens een groen verkiezingscongres werd hij daarom betiteld als het schijnheilig paterke van Hasselt, een uitspraak die door de congresgangers met veel applaus werd onthaald. Steve Stevaert werd in linkse milieus gezien als een autoritair ingesteld partijleider. De Antwerpse schrijver Tom Lanoye, in die periode mentor van de Vlaamse groenen, vergeleek Stevaert in dit opzicht met de vroegere socialistische voorman Jos Van Eynde, die naast partijvoorzitter onder andere ook de Antwerpse socialistische krant Volksgazet leidde en in de socialistische familie geen tegenstand of kritiek jegens zijn beleid duldde. Communicatieadviseur Noël Slangen, architect Alfredo De Gregorio, directeur van TV-Limburg Ernest Bujok en tv-presentatrice Goedele Liekens behoorden tot zijn intimi.
Steve Stevaert was vrijmetselaar, lid van de werkplaats La Tolérance van de Grootloge van België.

## Onderscheidingen
- België: Minister van Staat, 2004
- België: Commandeur in de Leopoldsorde, KB 11 juni 2004